# David Dickson
David Dickson (n. Australia, 20 de febrero de 1941) es un nadador australiano retirado especializado en pruebas de estilo libre, donde consiguió ser medallista de bronce olímpico en 1960 en los 4 × 200 m.

## Carrera deportiva
En los Juegos Olímpicos de Roma 1960 ganó la medalla de bronce en los relevos de 4 × 200 m estilo libre, con un tiempo 8:13,8, tras Estados Unidos (oro) y Japón (plata); sus compañeros de equipo fueron los nadadores John Devitt, Murray Rose y John Konrads.